# Румплер B.I
Румплер B.I (нем. Rumpler B.I) је једномоторни, двокрилни авион које је у току Првог светског рата развила и производила немачка фирма Rumpler Flugzeug-Werke GmbH, Berlin-Johannisthal из Берлина па су према скраћеном називу Rumpler ови авиони добили име. Авиони ове серије су били извиђачи а пројектовао их је инж. Едмунд Румплер који је уједно био и власник фирме Rumpler Flugzeug-Werke GmbH.

## Пројектовање и развој
Авион је био први самостални пројекат компаније, раније познат по производњи лиценцираног Таубе-а . Први лет Румплер B.I (4А) изведен је 5. јуна 1914. Истог месеца, 23. јуна, поставили су рекорд у лету издржљивости.

## Технички опис
Труп му је правоугаоног попречног пресека, решеткасте конструкције. Предњи део, у коме је био смештен мотор је био обложен алуминијумским лимом, на коме су се налазили отвори за излазак топлог ваздуха из моторског простора, део трупа у коме су биле смештене кабине пилота и извођача био је обложен дрвеном лепенком а остали део трупа је био облепљен платном.
Овај авион је користио као мотор линијски течношћу хлађени мотор Мерцедес D.I снаге 105KS на чијем вратилу је била насађена дрвена двокрака вучна елиса фиксног корака.
Крила су била дрвене конструкције пресвучена импрегнираним платном релативно танког профила. Крила су између себе била повезана са  четири пара паралелних упорница. Затезачи су били од клавирске челичне жице. Крилца за управљање авионом су се налазила на горњим крилима. Крила су била правоугаоног облика са полукружним крајевима. Доње крило је било нешто краће од горњег крила. Конструкције репних крила и вертикални стабилизатор као и кормило правца су била направљена од дрвета пресвучена платном.
Стајни трап је био класичан фиксан са осовином и бицикл точковима а на репном делу се налазила еластична дрвена дрљача.

## Варијанте
- 4А - основна варијанта опремљена мотором Мерцедес D.I, војна ознака авиона BI
  - 4А13 -  са ново уравнотеженим кормилом
  - 4А14 -  варијанта мотора
- 4Б - хидроавион опремљен пловцима
  - 4Б1 - хидроавион опремљен Мерцедес D.I мотором
  - 4Б2 - хидроавион опремљен мотором 
  - 4Б11 - хидроавион опремљен мотором 
  - 4Б12 - хидроавион опремљен мотором

## Оперативно коришћење
Произведено је 198 (копнених) конвенционалних авиона  и још 26 авиона хидро верзије. Сви ови авиони су произведени за немачко ваздухопловство и немачку морнарицу. Део тих авиона је уступљен савезницима Аустроугарској и Турској. Ови авиони су коришћени на западном фронту, српском ратишту у Турској и на Блиском истоку на самом почетку Великог рата тј. 1914. године као извиђачки авиони и нису били наоружани. У току 1915. године замењени су модернијим наоружаним извиђачким авионима класе Ц. Данска је једина после рата користила овај авион.

## Земље које су користиле овај авион
- Данска (после рата)
- Немачко царство
- Турска
- Аустроугарска